# Maanmeteoriet

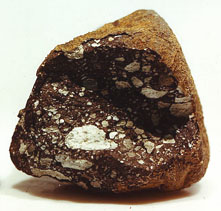
Maanmeteoriet Allan Hills 81005

Een maanmeteoriet is een meteoriet waarvan is vastgesteld dat hij afkomstig is van de maan. Dit kan worden vastgesteld door de mineralogie, chemische samenstelling en isotopencompositie van de meteoriet te vergelijken met die van grondmonsters van de maan, verzameld tijdens de Apollo-missies.
Een van de eerste maanmeteorieten die als dusdanig werd geïdentificeerd werd gevonden in 1982 door John Schutt tijdens een expeditie naar Antarctica. Dit was de Allan Hills 81005. De meteoriet werd onderzocht door geochemist Brian Mason, die al snel ontdektde dat de meteoriet anders was dan andere meteorieten die hij had gezien. In plaats daarvan leek de meteoriet juist sterk op stukken steen die de astronauten van de Apollo mee hadden genomen van de maan. Enkele jaren later stelden Japanse wetenschappers vast dat zij ook een maanmeteoriet hadden gevonden, de Yamato 791197. Deze was in 1979 gevonden in Antarctica. Nadien zijn er nog 112 andere maanmeteorieten gevonden, tezamen afkomstig van ongeveer 50 inslagen van grotere meteorieten.
De meeste maanmeteorieten zijn waarschijnlijk afgebroken van de maan tijdens inslagen van andere meteorieten, met vaak kilometers brede kraters tot gevolg. Na te zijn afgebroken blijven deze meteorieten vaak eerst een tijdje in een baan rond de aarde vliegen alvorens naar aarde te vallen. Er is nog niet met zekerheid vastgesteld uit welke maankrater een maanmeteoriet afkomstig is.
De vondst van maanmeteorieten heeft bij wetenschappers de theorie doen ontstaan dat op de maan wellicht ook aardmeteorieten te vinden zijn, die daar kunnen zijn beland op dezelfde manier als maanmeteorieten op aarde. Dat zou wetenschappers de kans geven om stenen ouder dan 3,9 miljard jaar te onderzoeken, daar deze stenen op aarde allemaal al vergaan zijn door geologische processen.